# 對照實驗

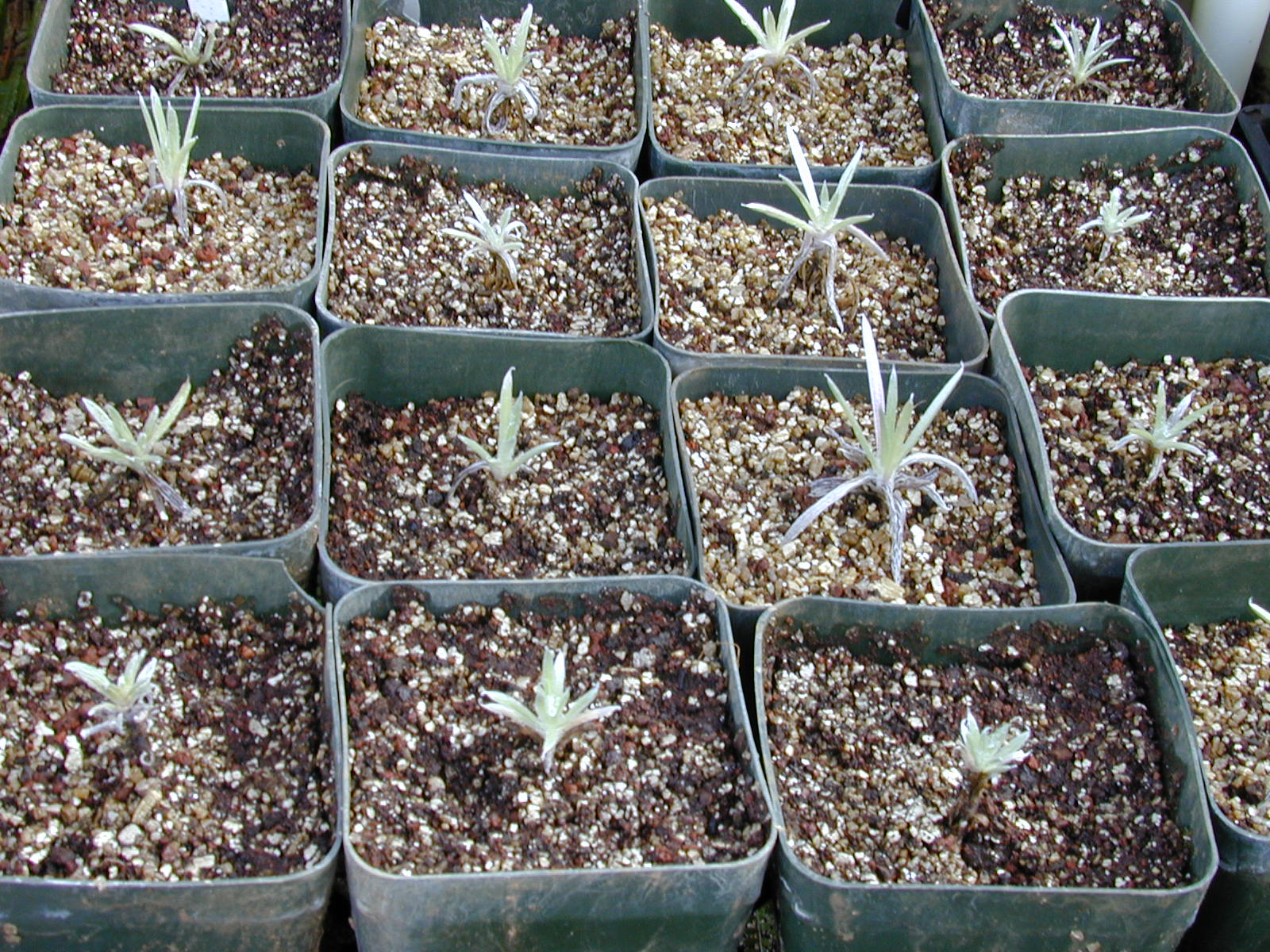
在完全相同的植物中，给一半的植物施肥，若施肥的植物与不施肥的植物的生长情况不同，且没有干扰因素的影响（如施肥使用了拖拉机，而对不施肥的植物没有使用），那么就有可能得出施肥会影响植物生长的结论。

對照實驗（英語：controlled experiment）是在實驗中設置比較對象（對照組）的一種科学方法，目的是為了與進行實驗的對象（實驗組）進行對照，減少實驗中不確定的變數帶來的影響，以顯示出實驗的結果。使用對照實驗可以增強實驗的可信度。
進行實驗時，要同時進行對照實驗，是因為要在同一環境下得出兩種實驗結果的資料用作定性及定量的對比分析。同一時間進行對照實驗可測出實驗在環境因素改變下所作出的改變。